# 埃马努埃拉·格里焦
埃马努埃拉·格里焦（義大利語：Emanuela Grigio，1964年10月7日—），意大利女子田径运动员。她曾代表意大利参加1984年夏季残疾人奥林匹克运动会田径比赛，获得一枚银牌和一枚铜牌。

## 家庭
姐姐阿涅塞·格里焦。